# Charles Spackman Barker
Charles Spackman Barker (ur. 10 października 1804 w Bath w Anglii, zm. 26 listopada 1879 w Maidstone w Anglii) – angielski organmistrz.

## Życiorys
Pochodził z rodziny artystycznej. Jego ojciec – Joseph Barker oraz wuj – Thomas Barker (Maler), byli malarzami. Imiona otrzymał po swoim chrzestnym Charlesie Spackmanie – koneserze sztuki, wielkim fanie twórczości jego ojca i jego opiekunie po śmierci ojca w 1809 (Barker miał wówczas 5 lat).
W młodości, przez zainteresowanie naukami przyrodniczymi odbywał przez pewien czas praktykę farmaceutyczną i stomatologiczną, które porzucił z powodu zbyt dużej wrażliwości. Od 1830, przez dwa lata odbywał praktykę u organmistrza Jamesa Bishopa w Londynie. W 1832 założył własny warsztat organmistrzowski w Bath.
Pod wpływem rozmowy z organistą katedry York Minster, który skarżył się na ogromny wysiłek gry na nowo wybudowanych organach (1832), skoncentrował swoją pracę na udoskonaleniu traktury gry – mechanizmu przenoszenia ruchu z klawiszy na zawory w wiatrownicach. Jego pierwszym znaczącym, ale nie wprowadzonym na szeroką skalę wynalazkiem był hydrauliczny system tłoków i cylindrów. W 1837, przebywając w Paryżu, opracował dźwignię pneumatyczną. Urządzenie to, które opatentował w 1839, zostało wkrótce nazwane od jego nazwiska dźwignią Barkera. Licencji na budowę dźwigni udzielił firmie organmistrzowskiej Aristide Cavaillé-Colla, który zastosował ją po raz pierwszy w organach bazyliki św. Dionizego w Saint-Denis. Niedługo potem zatrudnił się w warsztacie organowym Daublaine-Callinet. W 1844 przypadkowo doprowadził do pożaru organów w kościele Saint Eustache w Paryżu; reperował je i rozbudowywał przez 10 lat, do roku 1854.
W 1851 prezentował jeden ze swoich instrumentów na EXPO w Londynie. W 1855 został odznaczony Orderem Narodowym Legii Honorowej.
W 1858 założył z Charlsem Verschneiderem warsztat organowy. Za namową organisty Alberta Pescharda opracował elektryczną trakturę gry. Po raz pierwszy zainstalował ją w 1865, w organach kolegiaty Saint-Laurent w Salon-de-Provence.
W 1870, po wybuchu wojny francusko-pruskiej powrócił do Anglii. Zmarł w 1879.

## Wynalazki
- Dźwignia pneumatyczna – urządzenie pneumatyczne wykorzystywane w budowie organów piszczałkowych wyposażonych w trakturę mechaniczną w celu zmniejszania oporów ruchu podczas gry na klawiaturze Osobny artykuł: Dźwignia Barkera.

## Dzieła
Niektóre organy piszczałkowe zbudowane przez Charlesa Barkera:
| Rok  | Miejscowość                     | Budynek                                     | Uwagi                                                                         |
| ---- | ------------------------------- | ------------------------------------------- | ----------------------------------------------------------------------------- |
| 1855 | Paulerspury (Anglia)            | Kościół                                     | z ojcem                                                                       |
| 1860 | Saint-Maixent-l’École (Francja) | Église Saint-Léger de Saint-Maixent-l'École | [ 6 ]                                                                         |
| 1861 | Caen (Francja)                  | Kościół Notre-Dame-de-la-Gloriette          | zachowane                                                                     |
| 1862 | Awinion (Francja)               | Kolegiata Saint-Agricol                     | zachowane                                                                     |
| 1863 | Chalon-sur-Saône (Francja)      | Katedra Saint-Vincent w Chalon-sur-Saône    | z Charlesem Verschneiderem                                                    |
| 1863 | Chalon-sur-Saône (Francja)      | Kościół St-Jean-de-Vignes                   | z Charlesem Verschneiderem                                                    |
| 1863 | Cherbourg (Francja)             | Bazylika Trójcy Świętej w Cherbourgu        | z Charlesem Verschneiderem                                                    |
| 1864 | Meudon (Francja)                | Kościół św. Marcina w Meudon                | z Charlesem Verschneiderem                                                    |
| 1865 | Salon-de-Provence (Francja)     | kolegiaty Saint-Laurent w Salon-de-Provence | z Charlesem Verschneiderem, pierwsze na świecie organy z trakturą elektryczną |
| 1868 | Paryż (Francja)                 | Kościół św. Augustyna                       | z Albertem Peschardem, z pierwszą w historii trakturą elektropneumatyczną     |
| 1868 | Paryż (Francja)                 | Kościół św. Piotra z Montrouge              | zachowane                                                                     |